# Adelaide International
Adelaide International er en professionel tennisturnering, der spilles på udendørs hardcourtbaner i Memorial Drive Tennis Center i Adelaide, South Australia, Australien. Turneringen afholdes i januar som en af de vigtige optaktsturneringer til årets første grand slam-turnering, Australian Open. Turneringen er en del af WTA Tour i kategorien WTA 500 og en del af ATP Tour i kategorien ATP 250.

## Historie
Australian Hard Court Championships havde været afviklet siden 1938, og i de første mange år roterede mesterskabet mellem forskellige værtsbyer såsom Sydney, Melbourne, Toowoomba, Hobart, Launceston og Brisbane. I 1981-87 blev turneringen spillet i Sydney, hvorefter den blev splittet op i to dele: mændenes rækker og kvindernes rækker. Mændenes halvdel af mesterskabet blev fra 1988 til 2008 spillet i Adelaide som fast værtsby, og fra 1990 blev den en del af den nystiftede ATP Tour. Kvindernes rækker havde siden 1973 haft WTA-status og blev afviklet i Brisbane i årene 1989-94. Der var ingen kvindeturneringer i 1995 og 1996, men den blev relanceret i Hope Island, der lagde baner til kvinderækkerne i 1997-99, mens Gold Coast var værtsby i årene 2000-08. I 2008 valgte Tennis Australia at slå mændenes og kvindernes rækker sammen til en samlet turnering igen under navnet Brisbane International med Brisbane som værtsby.
Etableringen af Brisbane International i 2008 medførte, at byen Adelaide fra 2009 og frem for første gang siden 1987 ikke var vært for en optaktsturnering til Australian Open på ATP Tour eller WTA Tour. I de næste ti år var Adelaide i stedet vært for World Tennis Challenge, der var et opvisningsstævne med tomandshold bestående af en professionel og en tidligere topspiller.
Samtidig med etableringen af landsholdsturneringen ATP Cup i 2020 blev Hopman Cup og Sydney International afskaffet, hvilket efterlod et hul i kalenderen til en ny turnering i Adelaide. I februar 2019 annoncerede South Australias regering, at den ville investere 10 millioner australske dollars i at konstruere en baldakin-tagstruktur over Memorial Drive Tennis Center, efter at have sikret sig en femårig aftale med Tennis Australia om værtskabet for den nye turnering på det opgraderede anlæg. Den nye turnering blev lanceret senere samme år med den daværende nr. 4 på WTA's verdensrangliste og dobbelte grand slam-mester Simona Halep som den første bekræftede deltager i Adelaide International 2020. Den nye turnering var en kombineret WTA Premier- og ATP Tour 250-turnering.
I 2021 skulle Adelaide International 2021 have været afviklet i ugen inden Australian Open 2021 med start den 11. januar, men den oprindelige terminskalender for ATP Tour og WTA Tour blev modificeret på grund af COVID-19-pandemien. Mændenes udgave af turneringen blev, ligesom Australian Open, udskudt tre uger og flyttet til Melbourne, så spillerne kunne spille begge turneringer uden at skifte smitteboble. Kvindernes rækker på WTA Tour blev faktisk afviklet i Adelaide, men først efter Australian Open i perioden 22. - 27. februar.
I 2022 blev der afviklet to udgaver af Adelaide International i hhv. uge 1 og 2 som optakt til Australian Open 2022. Begivenhederne var kombinerede ATP- og WTA-turneringer, hvor begge ATP-turneringer havde ATP 250-status, mens den første kvindeturnering tilhørte kategorien WTA 500, og den anden var en WTA 250-turnering. Gaël Monfils og Ashleigh Barty vandt herresingle- hhv. damesingletitlen i den første turnering, mens Thanasi Kokkinakis og Madison Keys tog titlerne i den anden.
De to tours gentog kunststykket i 2023 med to kombinerede turneringer i Adelaide, afviklet to uger i træk op til Australian Open 2023, og mændenes rækker havde i begge tilfælde ATP 250-status, mens begge kvindeturneringer denne gang tilhørte kategorien WTA 500.

## Vindere og finalister

### Herresingle
| År       | Vinder                   | Finalist                 | Finaleresultat           | Kategori                 |
| -------- | ------------------------ | ------------------------ | ------------------------ | ------------------------ |
| 2020     | Andrej Rubljov           | Lloyd Harris             | 6–3, 6–0                 | ATP 250                  |
| 2021     | Ingen turnering for mænd | Ingen turnering for mænd | Ingen turnering for mænd | Ingen turnering for mænd |
| 2022 (1) | Gaël Monfils             | Karen Khatjanov          | 6–4, 6–4                 | ATP 250                  |
| 2022 (2) | Thanasi Kokkinakis       | Arthur Rinderknech       | 6–7(6), 7–6(5), 6–3      | ATP 250                  |
| 2023 (1) | Novak Djokovic           | Sebastian Korda          | 6–7(8), 7–6(3), 6–4      | ATP 250                  |
| 2023 (2) | Kwon Soon-Woo            | Roberto Bautista Agut    | 6–4, 3–6, 7–6(4)         | ATP 250                  |
| 2024     | Jiří Lehečka             | Jack Draper              | 4–6, 6–4, 6–3            | ATP 250                  |
| 2025     | Félix Auger-Aliassime    | Sebastian Korda          | 6–3, 3–6, 6–1            | ATP 250                  |

### Damesingle
| År       | Vinder             | Finalist              | Finaleresultat | Kategori    |
| -------- | ------------------ | --------------------- | -------------- | ----------- |
| 2020     | Ashleigh Barty     | Dajana Jastremska     | 6–2, 7–5       | WTA Premier |
| 2021     | Iga Świątek        | Belinda Bencic        | 6–2, 6–2       | WTA 500     |
| 2022 (1) | Ashleigh Barty (2) | Jelena Rybakina       | 6–3, 6–2       | WTA 500     |
| 2022 (2) | Madison Keys       | Alison Riske-Amritraj | 6–1, 6–2       | WTA 250     |
| 2023 (1) | Aryna Sabalenka    | Linda Nosková         | 6–3, 7–6(4)    | WTA 500     |
| 2023 (2) | Belinda Bencic     | Darja Kasatkina       | 6–0, 6–2       | WTA 500     |
| 2024     | Jeļena Ostapenko   | Darja Kasatkina       | 6–3, 6–2       | WTA 500     |
| 2025     | Madison Keys (2)   | Jessica Pegula        | 6–3, 4–6, 6–1  | WTA 500     |

### Herredouble
| År       | Vindere                           | Finalister                  | Finaleresultat           | Kategori                 |
| -------- | --------------------------------- | --------------------------- | ------------------------ | ------------------------ |
| 2020     | Máximo González Fabrice Martin    | Ivan Dodig Filip Polášek    | 7–6(12), 6–3             | ATP 250                  |
| 2021     | Ingen turnering for mænd          | Ingen turnering for mænd    | Ingen turnering for mænd | Ingen turnering for mænd |
| 2022 (1) | Rohan Bopanna Ramkumar Ramanathan | Ivan Dodig Marcelo Melo     | 7–6(6), 6–1              | ATP 250                  |
| 2022 (2) | Wesley Koolhof Neal Skupski       | Ariel Behar Gonzalo Escobar | 7–6(5), 6–4              | ATP 250                  |
| 2023 (1) | Lloyd Glasspool Harri Heliövaara  | Jamie Murray Michael Venus  | 6–3, 7–6(3)              | ATP 250                  |
| 2023 (2) | Marcelo Arévalo Jean-Julien Rojer | Ivan Dodig Austin Krajicek  | Walkover                 | ATP 250                  |
| 2024     | Rajeev Ram Joe Salisbury          | Rohan Bopanna Matthew Ebden | 7–5, 5–7, [11–9]         | ATP 250                  |
| 2025     | Simone Bolelli Andrea Vavassori   | Kevin Krawietz Tim Pütz     | 4–6, 7–6(7–4), [11–9]    | ATP 250                  |

### Damedouble
| År       | Vindere                                 | Finalister                                | Finaleresultat      | Kategori    |
| -------- | --------------------------------------- | ----------------------------------------- | ------------------- | ----------- |
| 2020     | Nicole Melichar Xu Yifan                | Gabriela Dabrowski Darija Jurak           | 2–6, 7–5, [10–5]    | WTA Premier |
| 2021     | Alexa Guarachi Desirae Krawczyk         | Hayley Carter Luisa Stefani               | 6–7(4), 6–4, [10–3] | WTA 500     |
| 2022 (1) | Ashleigh Barty Storm Sanders            | Darija Jurak Schreiber Andreja Klepač     | 6–1, 6–4            | WTA 500     |
| 2022 (2) | Eri Hozumi Makoto Ninomiya              | Tereza Martincová Markéta Vondroušová     | 1–6, 7–6(4), [10–7] | WTA 250     |
| 2023 (1) | Asia Muhammad Taylor Townsend           | Storm Hunter Kateřina Siniaková           | 6–2, 7–6(2)         | WTA 500     |
| 2023 (2) | Luisa Stefani Taylor Townsend (2)       | Anastasija Pavljutjenkova Jelena Rybakina | 7–5, 7–6(3)         | WTA 500     |
| 2024     | Beatriz Haddad Maia Taylor Townsend (3) | Caroline Garcia Kristina Mladenovic       | 7–5, 7–6(3)         | WTA 500     |
| 2025     | Guo Hanyu Alexandra Panova              | Beatriz Haddad Maia Laura Siegemund       | 7–5, 6–4            | WTA 500     |